# 布汶战役
布汶戰役（法語：Bataille de Bouvines）是1213年至1214年間英法戰爭發生的決定性會戰，戰場位於法兰德斯伯国布汶，交戰雙方分別是法蘭西王國與神圣罗马帝国為首的聯軍。法王腓力二世領軍的法軍在此戰以少勝多，重創神聖羅馬皇帝奥托四世指揮的聯軍，致英格蘭國王约翰無力收復失地。
此役源自法王腓力與英王約翰及佛兰德伯爵费迪南等人的領土爭端。1214年7月下旬，雙方軍隊經過一系列的機動戰後，於27日在布汶相遇。戰鬥爆發後，法國騎士恃其紀律與訓練，多次衝鋒擊潰聯軍左翼的佛兰德騎士。與此同時，皇帝奥托四世親率的聯軍中軍擊退法軍步兵，並一度突進至法王腓力身前，但隨後法軍騎士發動反擊，迫使聯軍中軍後撤。奥托隨後逃離戰場，尚停留在戰場的德意志騎士則被殲滅，帝國鷹旗亦被繳獲。聯軍右翼在己方左翼與中軍全面崩潰下，最終無力維持陣型被法軍騎兵擊潰，少有部隊維持秩序。
此戰後，英格蘭王國與佛兰德喪失收復領土的機會，神聖羅馬皇帝奥托四世被教皇依諾增爵三世罷黜，許多反對法王的重要貴族被俘。法王腓力二世統治的法蘭西王國則逐漸成為歐洲的政治中心與教皇最重要的盟友，其數十年的征服不僅奠定法國在中世紀盛期歐洲的超群地位，還加強法國境內的中央集权。

## 前奏
1214年，佛兰德伯爵费迪南德試圖收復其兩年前割讓給法王腓力二世的城市利斯河畔艾尔與圣奥梅尔，遂宣稱不再效忠腓力，決定與神聖羅馬皇帝奥托四世、英格蘭國王约翰、荷蘭伯爵威廉、洛林公爵蒂埃博和林堡公爵亨利等人組建反法同盟。
該同盟的對法作戰戰略由英王約翰擬定，按照該計劃，約翰將指揮英軍前往法國西南部，誘使法軍前往作戰，而奧托四世將指揮主力部隊從北方進軍巴黎。起初聯軍的作戰計劃並未出錯，但因主力部隊行軍過慢，約翰指揮的英軍與法軍交戰兩次後，被迫在7月3日撤退到阿基坦。7月23日，腓力二世聚集人員，組建一支6,000人至8,000人的部隊，而奥托四世在瓦朗謝訥集中兵力。之後，腓力向北進軍並重新集結，隨後轉守為攻，移動至位於布汶東側，合騎兵作戰布汶的平原。
奥托十分訝異於法軍的行軍速度，決定不顧一切進攻法軍的後衛部隊。聯軍部隊轉向西南側的布汶，將重騎兵部署於兩翼，步兵集中於中軍，由奥托本人的騎兵部隊支援。法軍也組成相似的戰鬥隊形，騎兵同樣部署於兩翼，步兵與市民民兵集中於中軍，腓力與金焰旗掌旗官和騎兵預備隊部署於步兵後方。根據布列塔尼的威廉的說法，隨軍牧師在戰鬥中對腓力說，士兵們在4萬步的空間中（約15公頃）布陣，留下很小的間距，很容易將戰鬥演變為肉搏戰。他也在其著作中提到：「兩軍的戰線被狹小的空間分開」。

## 戰鬥序列

### 法軍

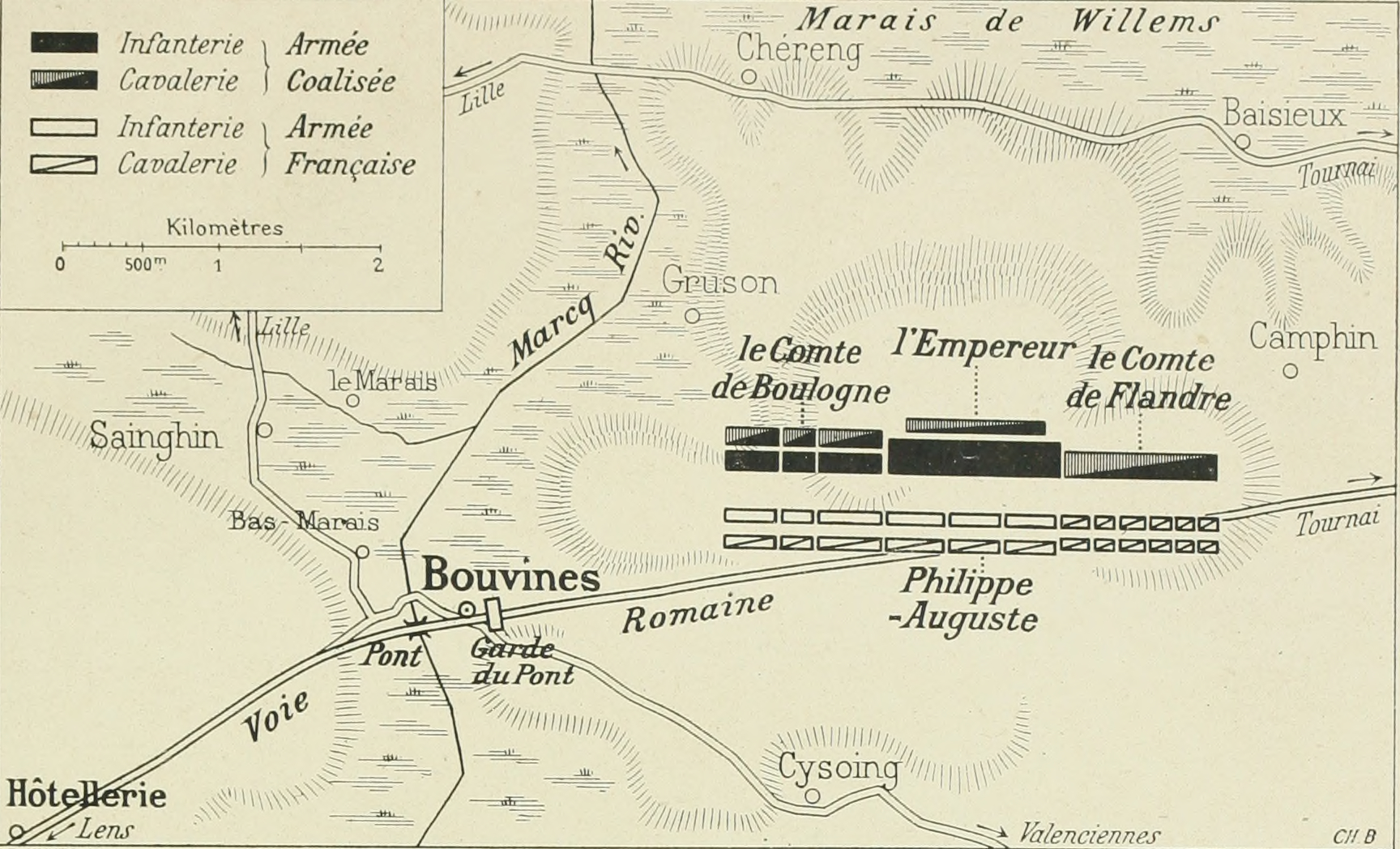
戰前部署

法蘭西王國軍中有1,200–1,360名騎士（其中有765名騎士來自王室領地），還有300名騎兵。腓力曾向法國北部的市鎮募集人員，其中39座市鎮中有16座同意派遣部隊支援。他們共提供了3,160名步兵，其中亞眠提供250人、阿拉斯提供1,000人、博韦提供500人、贡比涅提供200人、科尔比提供200人、布吕耶尔提供120人、塞尔尼和克雷皮提供80人、克朗德兰提供40人、埃丹提供80人、滨海蒙特勒伊提供150人、努瓦永提供150人、鲁瓦提供100人、苏瓦松提供160人、瓦伊提供50人。同時陣中還有2,000名由僱傭兵組成的步兵部隊。其他位於王室領地的市鎮本應再提供1,980名步兵，但他們是否有提供仍具爭議。法軍人數總計大概為6,000–7,000人，代表王室的鳶尾花旗由加洛勒·德·蒙蒂尼（Galore de Montigny）掌旗。
王國軍隊被分為三組戰鬥隊形：
- 右翼部隊的總指揮為勃艮第公爵厄德，主要軍官有戈謝·德·沙蒂永（英语：Walter III of Châtillon）、聖波勒伯爵、桑塞爾伯爵威廉（英语：William I of Sancerre）、博蒙伯爵讓、馬蒂耶·德·蒙莫朗西（英语：Matthew II of Montmorency）和默倫子爵亞當（英语：Adam II, Viscount of Melun）。右翼部隊的主力由來自香槟和勃艮第的騎士組成。右翼的第一線部隊為來自勃艮第、香檳和皮卡第的披甲戰士和民兵組成，由150名來自苏瓦松的騎兵軍士領導。
- 中軍部隊的總指揮為腓力·奧古斯都本人，主要軍官有紀堯姆·德·巴雷斯、巴托羅繆·德·魯瓦、吉拉德·斯科夫、紀堯姆·德·加朗德、庫西勳爵昂蓋朗（英语：Enguerrand III, Lord of Coucy）和戈捷·德·內穆爾（法语：Gauthier II of Nemours）。中軍的第一線部隊為2,150名來自法蘭西島和諾曼第的市民步兵。
- 左翼部隊的總指揮為德勒伯爵羅貝爾，由蓬蒂約伯爵紀堯姆（英语：William IV, Count of Ponthieu）支援。左翼的主要部隊為布列塔尼人和來自德勒、佩尔什、蓬蒂約與维默的民兵。
- 布汶的橋樑是唯一能通過沼澤撤退的路線，該地由150名騎兵軍士把守，他們也被賦予擔任法軍預備隊的責任。

### 聯軍
聯軍中包含1,300–1,500名騎士：其中600–650名弗拉芒騎士、425–500名埃諾騎士和275–350名其他地區的騎士。聯軍還部署了7,500名步兵，軍隊總數達到9,000人。帝國軍隊也被分為三組戰鬥隊形：
- 左翼部隊的總指揮為佛兰德伯爵费迪南德（英语：Ferdinand, Count of Flanders），主要部隊為阿努爾夫·范·奧德納爾德（法语：Arnulf IV of Oudenaarde）指揮的弗拉芒騎士。步兵為來自佛兰德與埃諾的士兵。
- 中軍部隊的總指揮為奥托四世本人，主要軍官有洛林公爵蒂埃博（英语：Theobald I, Duke of Lorraine）、布拉班特公爵亨利、那慕爾侯爵腓力。步兵組成為來自薩克森、布拉班特與德意志的士兵。第一線部隊為德意志長槍方陣，第二線部隊由薩克森步兵組成。奥托與50名德意志騎士部署於兩線部隊之中。
- 右翼部隊的總指揮為達馬爾坦伯爵雷諾（英语：Renaud de Dammartin），大部分的布拉班特步兵都部署於該部隊，長劍威廉（英语：William Longespée, 3rd Earl of Salisbury）率領的英格蘭騎士也位於其中。
- 在最右翼，英格蘭弓箭手負責支援同側的布拉班特步兵與兩位洛林貴族（洛林公國與巴爾公國）的部隊。

## 戰鬥

### 聯軍左翼

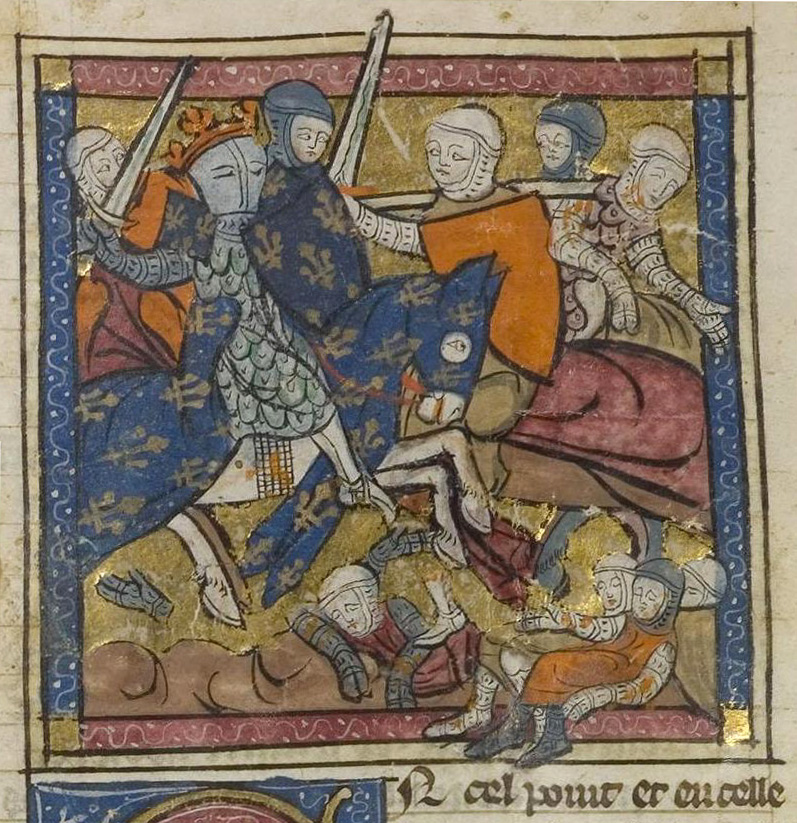
被俘虜的佛兰德伯爵费迪南德，為1330年的戰役過程想像畫。

150名來自蘇瓦松的聖梅達爾教堂的法軍輕騎兵在戰鬥伊始就對聯軍的佛兰德騎士衝鋒，試圖衝亂聯軍的陣型，但這批無護甲的騎兵被佛兰德騎士輕鬆擊退。其中部分佛兰德騎士乘勝追擊，離開陣型追擊法軍騎兵，但180名來自香檳的法國騎士發動反擊，擊斃或俘虜這些冒進的佛兰德騎士。之後，佛兰德伯爵率領全軍600名騎士進攻再次逼退法軍。
接著，戈謝·德·沙蒂永率領30名騎士擔任先鋒，250名騎士緊跟其後。他們向佛兰德部隊連續衝鋒，阻擋住聯軍的進攻。雙方都有大量騎士在第一波進攻落馬。法軍比組織鬆散的佛兰德騎士更有秩序，聯軍的陣線在法軍的攻擊下越來越薄。最後，沙蒂永與默倫率領騎士衝破佛兰德部隊的陣線，不斷進攻敵軍後方。聖波勒伯爵的附庸騎士及勃艮第騎士對佛兰德騎士進攻，雙方在慘戰中無人被俘。勃艮第公爵在坐騎被殺後落馬，但被他麾下的騎士救援，他們擊退佛兰德騎士並給他一匹新馬。
佛兰德騎士因對騎士精神的尊崇，在頹勢中繼續戰鬥超過三個小時，直到受傷落馬的佛兰德伯爵被兩名法軍騎士俘虜後才崩潰。

### 中軍

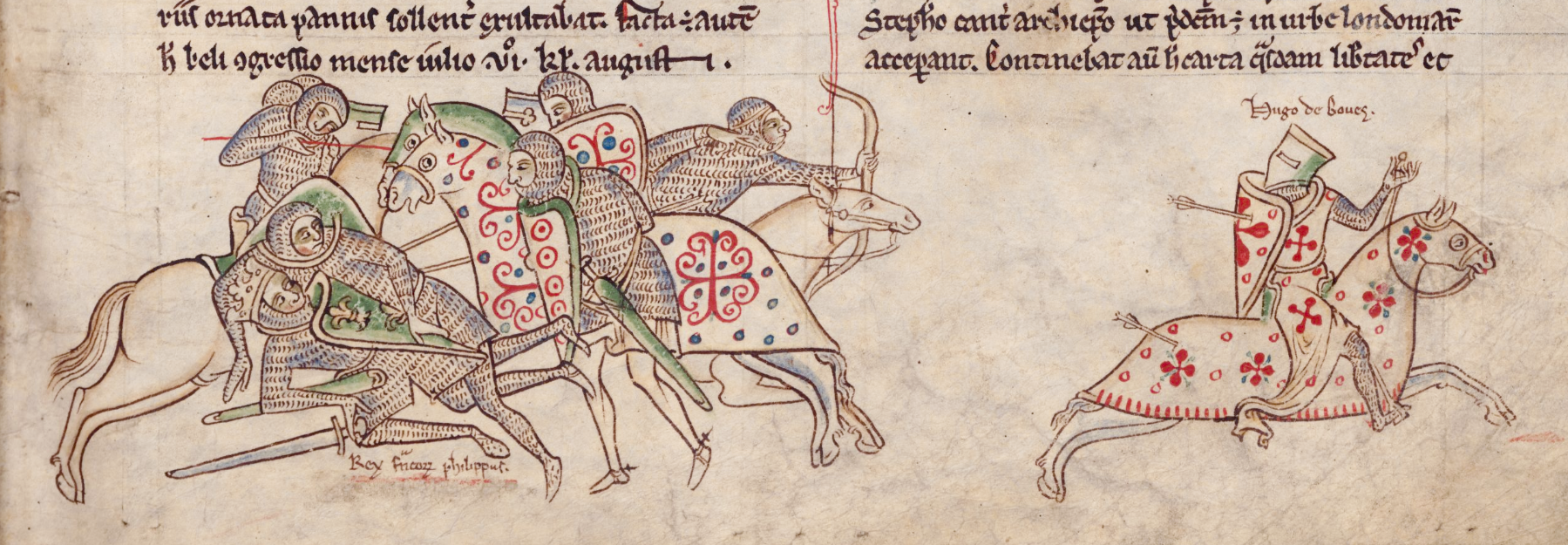
布汶戰役中的法王腓力下馬，于格·德·博韋斯逃離戰場。來源自《世界大事錄》，由馬修·帕里斯繪製於1250年

2,150名法軍市民步兵聚集在金焰旗之下，位於法王腓力的騎士與鳶尾花旗前。他們完成部署後不久，就被奧托率領的聯軍騎士與步兵擊退。奧托的部隊直指腓力本人，聯軍的步兵打破法軍騎士的陣線，利用帶勾的長矛將腓力擊落馬下，但法王的盔甲擋住騎槍的戳擊，讓他逃過一劫。加洛勒·德·蒙蒂尼舉起王家旗幟尋求幫助，另一名騎士將馬匹交給落馬的腓力。
之後，聯軍步兵使用匕首刺向法軍下馬騎士的頭盔和其他裝甲隙縫，造成法軍不小的人員損失，諾曼騎士艾蒂安·隆尚戰死沙場。然而最後聯軍不敵法軍的不斷進攻，被迫撤退。
最後由雙方君主親自領軍的預備隊開始激烈混戰。法國騎士皮埃爾·莫瓦桑幾乎俘虜鄂圖與其坐騎，吉拉德·拉特呂用匕首捅向皇帝，但被鎖子甲擋下來並捅到皇帝坐騎的眼睛，四位德意志貴族與其隨從趕忙救走鄂圖。當鄂圖被越來越多法軍騎士攻擊時，他選擇逃離戰場。德意志騎士為了保衛皇帝戰鬥到最後一刻，全都被殺或俘虜。帶有鷹與龍的帝國旗幟被法軍騎士俘獲並交給了法王，法軍擊潰聯軍中軍。

### 聯軍右翼
與此同時，由羅貝爾·德·德勒指揮的法軍左翼被長劍威廉指揮的聯軍部隊壓制，直到長劍威廉被博韋主教腓力·德·德勒一棒擊落下馬俘虜，英軍士兵失去指揮後崩潰逃竄。馬蒂耶·德·蒙莫朗西在戰鬥過程中奪取十二面敵軍軍旗，並後來為紀念此戰在盾牌上增加了12隻鷹，使其鷹總數達到16隻。

### 背水一戰

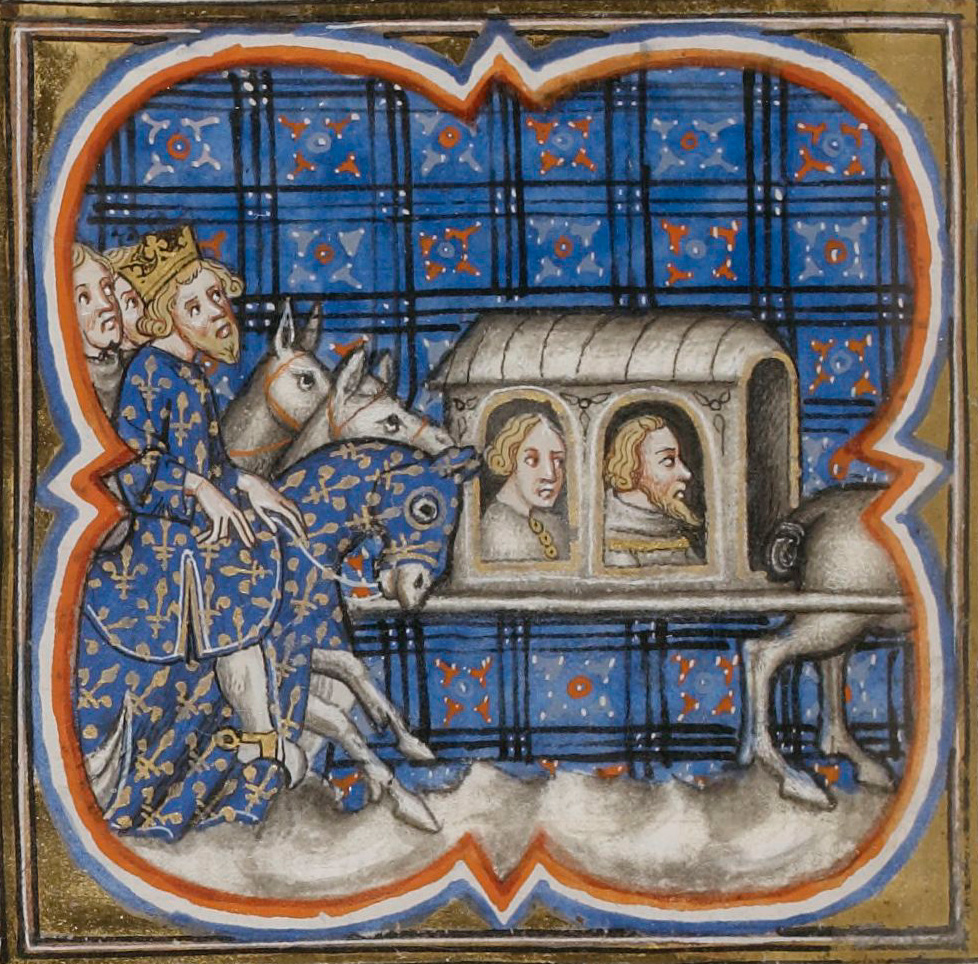
佛兰德伯爵费迪南德與雷諾·德·達馬爾坦被當作囚犯運送至巴黎（來自1375年－1380年的法蘭西大紀事）费迪南德於1227年被釋放，並很快死於獄中感染的疾病。雷諾持續被囚禁，並於1227年自殺

聯軍反擊的希望在法軍左右翼向撤退中的敵軍中軍包抄時破滅。法王腓力的前附庸達馬爾坦伯爵雷諾指揮的700名布拉班特步兵與部分騎士在最後的交戰中誓死抵抗，布拉班特步兵組成一個環形陣地，阻擊法軍騎兵的每次進攻，而雷諾則率領騎士不斷出擊。最終，托馬·德·聖瓦勒里率領50名騎士和1,000-2000名步兵發起衝鋒，布拉班特步兵的陣地被擊潰和切斷，700人全部戰死，雷諾在混戰中被俘。而法軍衝鋒部隊無人死亡，僅有一名士兵受重傷。夜幕將臨，法軍擔心俘虜可能會逃跑，於是停止追擊召回部隊。

## 後果

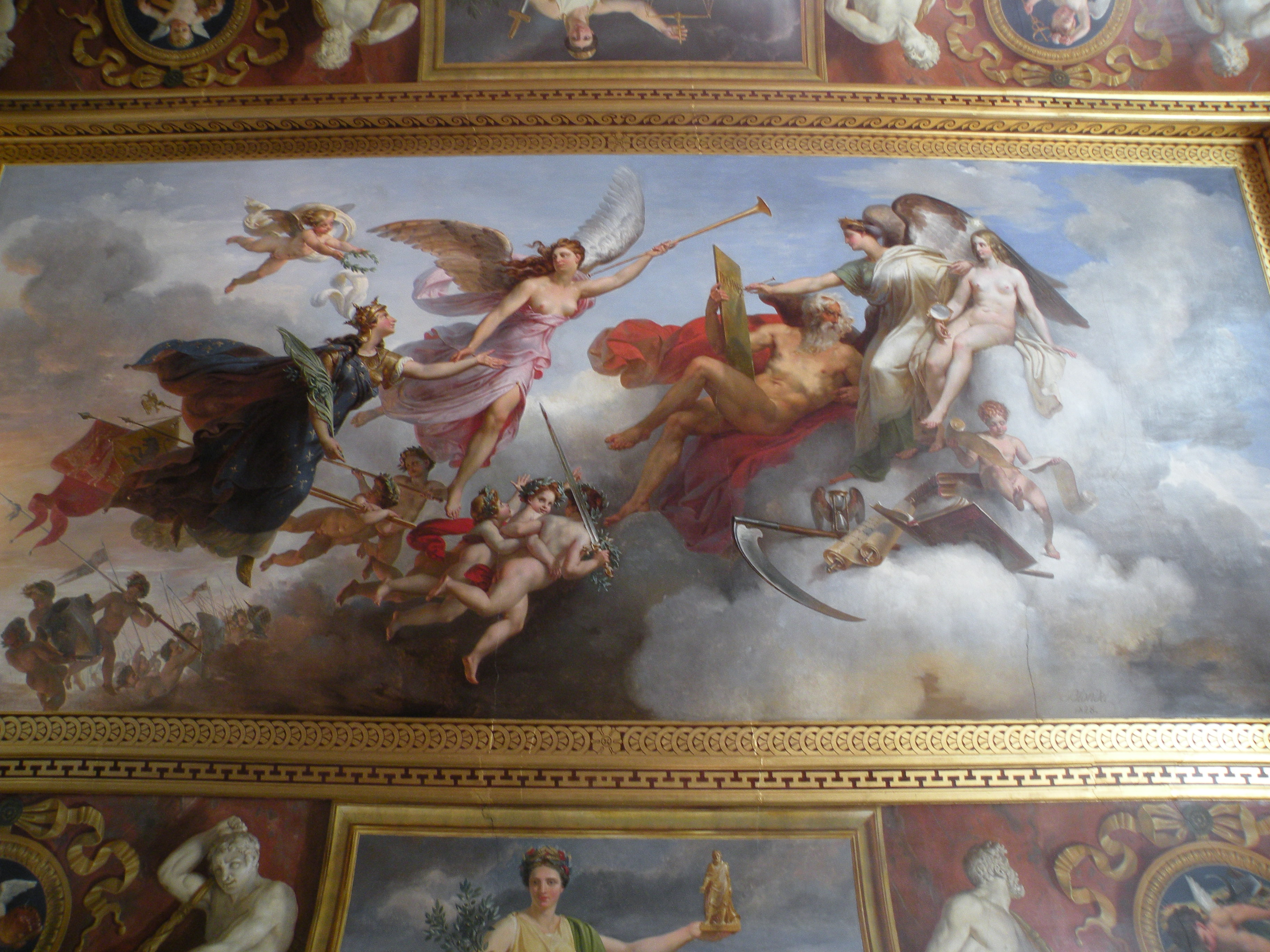
《法國在布汶的勝利》，馬里-約瑟夫·布隆代爾繪製於1828年，為卢浮宫的裝飾

法軍有2名騎士死亡，步兵雖在初步階段傷亡慘重，但整體來說並不大。聯軍有約169名騎士死亡、700名布拉班特步兵死亡、1,000名全體步兵被俘，以及傷亡慘重但數量未知的步兵死亡。兩翼的指揮官達馬爾坦伯爵雷諾與佛兰德伯爵费迪南德都被俘虜，同時還有1名公爵、1名伯爵、25名男爵與超過100位騎士被俘。其傷亡之慘重，在中世紀的記載中甚至宣稱有超過3萬名德意志人戰死。
這場戰役終結鄂圖與約翰對法蘭西王國的威脅。根據讓·法維耶的說法，布汶是法國歷史上最決定性和代表性的戰役之一。菲利普·孔塔米納認為布汶戰役在產生了重要的後果和巨大的影響。费迪南·洛特將其稱為「中世紀的奧斯特利茨戰役」。
腓力凱旋回到巴黎，大量的俘虜在他的身後形成長長的隊伍，他的臣民在道路旁迎接勝利的國王。鄂圖在战役后撤至哈茲堡，很快被教皇認可的神聖羅馬皇帝取代。佛兰德伯爵费迪南德被囚禁，約翰王與法國簽訂一个以当时情况来看十分宽松的五年休戰条约。

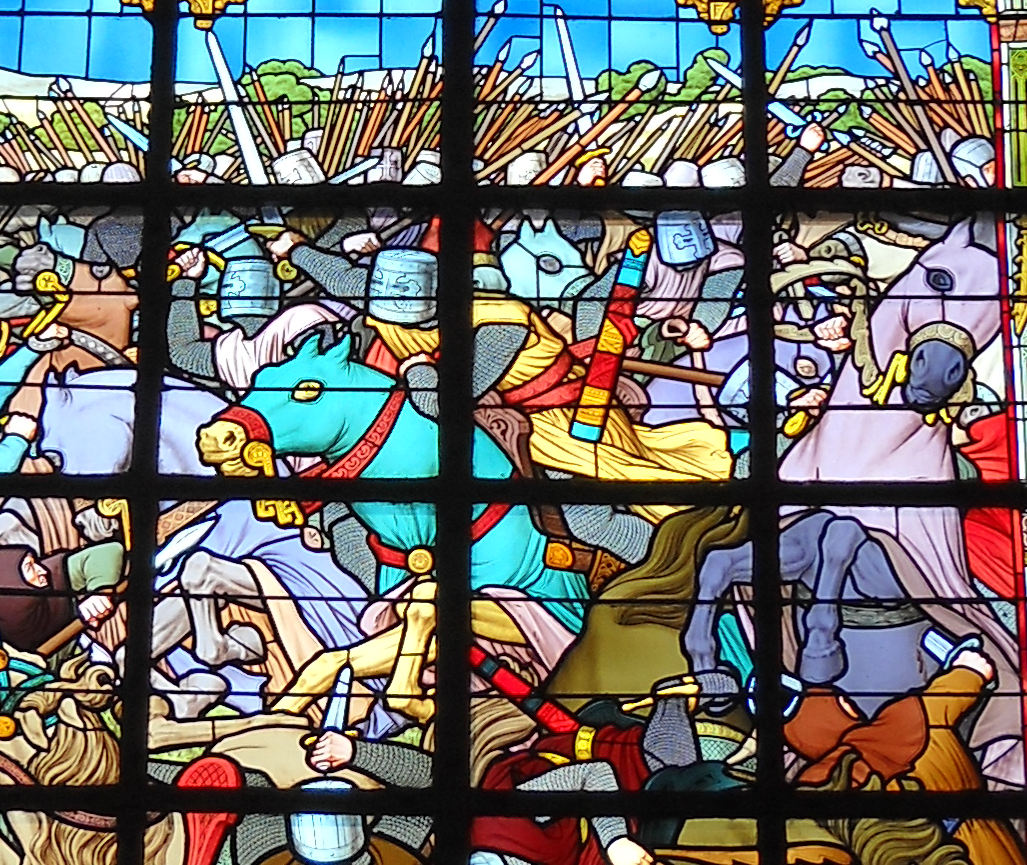
1914年建立的布汶教堂中的其中一塊裝飾玻璃的細節

法國的決定性勝利深刻地影響英格蘭的政治局勢，此戰役導致安茹帝国的崩解。英格蘭國王约翰的勢力因對法戰爭衰微，貴族們迫使其簽訂大憲章。此舉限制國王的權力並建立了普通法的基礎。

## 紀念
法王腓力二世在桑利斯和蒙莱韦克之間建立了勝利聖母院，以慶祝此次大捷。1914年，费利克斯·德奥為紀念此戰的700週年紀念日，重建布汶教堂，並裝飾許多描繪該戰役的彩繪玻璃。2014年，名為布汶2014的協會在布汶組織800週年紀念日，其中包含一系列的官方活動與一場名叫布汶戰役（Bouvines la Bataille）的演出，共吸引超過6,000名觀眾。

## 另見
- 英法戰爭

## 註腳
1. 1 2  Tucker 2011，第119頁.
2. 1 2  Davis 2001，第135頁.
3. 1 2  Kibler & Zinn 2017，第142頁.
4. ↑  Dougherty 2016，第58頁.
5. 1 2 3  Verbruggen 1997，第255頁.
6. ↑  Tucker 2011，第121頁.
7. ↑  Davis 2001，第137頁.
8. 1 2  Verbruggen 1997，第239頁.
9. ↑  Verbruggen 1997，第245–246頁.
10. ↑  Verbruggen 1997，第240頁.
11. 1 2 3 4  Chisholm 1911，第336–337頁.
12. ↑  Verbruggen 1997，第241頁.
13. ↑  Duby 1990.
14. ↑  Bradbury 1996，第244–245頁.
15. 1 2 3  Verbruggen 1997，第245頁.
16. ↑  Heath 1990，第10頁.
17. ↑  Verbruggen 1997，第242–245, 250頁.
18. ↑  Verbruggen 1997，第246–247頁.
19. ↑  Verbruggen 1997，第249–250頁.
20. 1 2  Verbruggen 1997，第242頁.
21. 1 2 3  Verbruggen 1997，第251頁.
22. ↑  Verbruggen 1997，第246, 251頁.
23. 1 2 3  Verbruggen 1997，第252頁.
24. ↑  DeVries 2006，第80–89頁.
25. ↑  Verbruggen 1997，第245, 252頁.
26. ↑  Verbruggen 1997，第252–253頁.
27. 1 2 3 4  Verbruggen 1997，第253頁.
28. 1 2  Verbruggen 1997，第254頁.
29. ↑  Eysenbach 1848，第321頁.
30. 1 2  Yonge 1879，第31頁.
31. ↑  Pearson 1867，第74頁.
32. ↑  Voltaire 1901，第64頁.
33. ↑  Baldwin 1986，第381頁.
34. ↑  Favier 1993，第176頁.
35. ↑  Contamine 1992，第83頁.
36. ↑  Lot 1946，第235頁.
37. ↑  Kamp 1995.
38. ↑  Gillingham 1984，第106頁.
39. ↑  Sumption 1990，第355頁.
40. ↑  France 2015，第251–253頁.
41. ↑  Morel 1864，第280頁.
42. ↑  Association Bouvines a 2014.
43. ↑  Association Bouvines b 2014.

## 外部連結
- Historical accounts （页面存档备份，存于）

50°35′0″N 3°13′30″E / 50.58333°N 3.22500°E